# Escuela de Kerala
La Escuela de Kerala fue una escuela de matemática y astronomía fundada por Madhava en Kherala (sur de la India) que incluía como miembros destacados a Paramésuara, Damodara, Nilakantha Somayaji, Jyeshtadeva, Sankara Variyar, Achyuta Pisharati, Achyuta Panikkar y Melpathur Narayana Bhattathiri.
Floreció entre los siglos XIV y XVI y las raíces intelectuales se remontan al s. V d. C., con los trabajos de Aryabhatta. Esta Escuela tiene una evolución rastreable hasta nuestros días, aunque los métodos de investigación finalizaron con Narayana Bhattathiri. Estos astrónomos, al intentar resolver algunos problemas, desarrollaron un notable número de ideas, que incluyen:
- Ideas revolucionarias de cálculo.
- Teoría de series infinitas.
- Series de potencias.
- Series de Taylor.
- Pruebas de convergencia (usualmente atribuidas a Cauchy).
- Diferenciación.
- Integración término a término.
- Integración numérica en términos de series infinitas.
- La teoría que indica que el área bajo la curva es la integral de esta.
- Métodos iterativos para solucionar ecuaciones no lineales.
- Puntos decimales en coma flotante, sistema que permitió investigar y racionalizar la convergencia de series.

Esta escuela matemática logró estos resultados siglos antes que los matemáticos europeos. Jyeshtadeva 
consolidó los descubrimientos de la Escuela de Kerala en el Yuktibhasa, el primer libro de cálculo en la historia. La Escuela de Kerala también hizo contribuciones en el campo de la lingüística. Las tradiciones poéticas de Kerala fueron fundadas por esta Escuela. El poema Narayaneeyam, fue escrito por Narayana Bhattathiri.

## Posible transmisión de la matemática keralense a Europa
Existe un número considerable de publicaciones, incluido un documento de gran interés escrito por D. Almeida, J. John y A. Zadorozhnyy, que sugiere la transmisión de la matemática keralense a Europa. Kerala estuvo en contacto con China, Arabia y desde el siglo XVI, con Europa, por lo que la transmisión pudo haber sido posible. Debe señalarse que no existe evidencia en cuanto a documentos relevantes se refiere, sin embargo existen similitudes en cuanto a los métodos matemáticos aplicados.
Un desarrollo clave del pre-cálculo en Europa, una generalización en el fundamento de la inducción, 
tiene profundas similitudes con el correspondiente desarrollo en Kerala (200 años antes). Existe además evidencia de que John Walls (1665) escribió una demostración del teorema de Pitágoras de la misma forma en que Bhaskara II lo hizo. La única manera de que los eruditos europeos pudieran estar enterados del trabajo de Bhaskara sería a través de rutas keralenses.
Aunque se cree que el cálculo keralense estuvo apartado de la civilización europea hasta el descubrimiento de Charles Whish a finales del siglo XIX, Kerala de hecho estuvo en contacto con los europeos desde que Vasco da Gama arribó en el año de 1499, cuando rutas comerciales fueron trazadas entre Kerala y Europa. Además de los comerciantes europeos, los misionarios jesuitas estuvieron presentes desde el siglo XVI. Muchos de ellos, de hecho, fueron matemáticos o astrónomos, y podían hablar lenguajes de la zona como malayalam, lo que implica que podían comprender la matemática keralense.
A finales del siglo XVII, se discutía cómo Newton y Leibniz desarrollaron el cálculo casi simultáneamente, lo que permite sugerir que ambos pudieron adquirir ideas relevantes indirectamente del cálculo keralense.